# Callichthyidae
Famille
Les Callichthyidae (Callichthyidés) sont une famille de poissons-chats d'eau douce, aussi appelés poissons-chats cuirassés.

## Répartition
Ils sont endémiques à l'Amérique du Sud.

## Étymologie
Leur nom vient des mots grecs kallis (beau) et ichthys (poisson).

## Liste des genres
Selon World Register of Marine Species (29 oct. 2017) :
- Sous-famille Callichthyinae
  - Callichthys
  - Dianema
  - Hoplosternum
  - Lepthoplosternum
  - Megalechis
- Sous-famille Corydoradinae
  - Aspidoras
  - Corydoras
  - Scleromystax